# Nemoria coniferaria
Nemoria coniferaria är en fjärilsart som beskrevs av Alpheus Spring Packard 1884. Nemoria coniferaria ingår i släktet Nemoria och familjen mätare. Inga underarter finns listade i Catalogue of Life.